# Burghasungen
Das Dorf Burghasungen ist ein südsüdwestlicher Stadtteil von Zierenberg im nordhessischen Landkreis Kassel.

## Geographische Lage

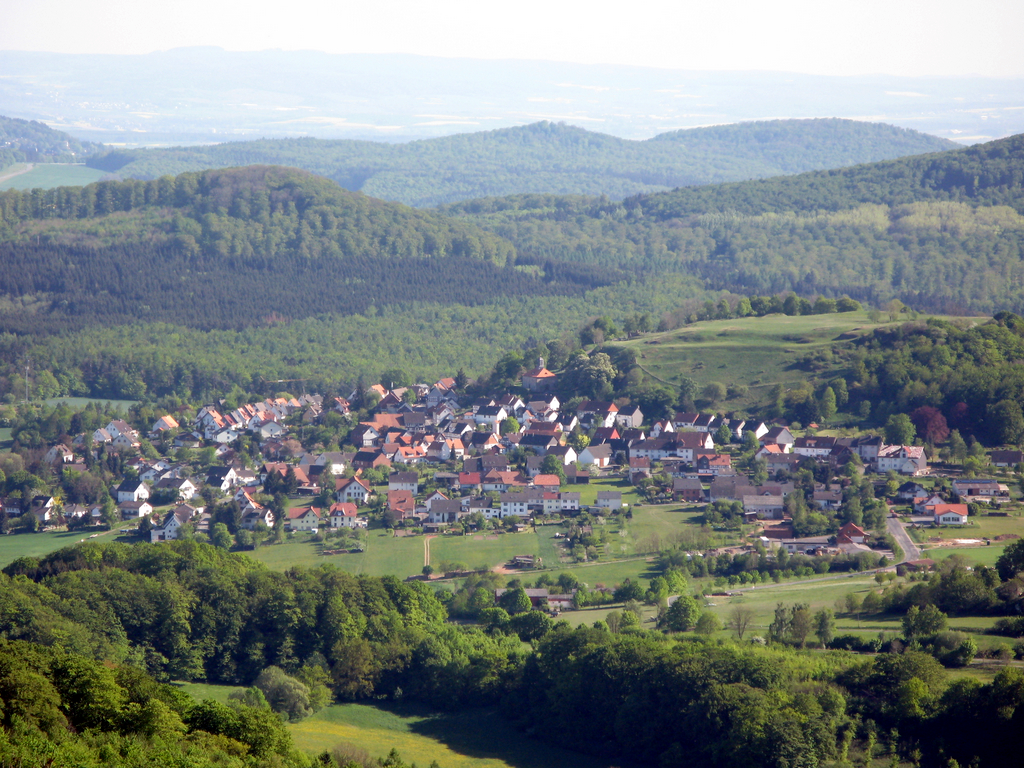
Burghasungen mit Burghasunger Berg vom Bärenbergturm betrachtet

Burghasungen liegt 15,5 km westlich der Innenstadt von Kassel im Naturpark Habichtswald zwischen dem Habichtswalder Ortsteil Ehlen im Osten, dem Zierenberger Stadtteil Oelshausen im Südwesten und dem Wolfhager Stadtteil Wenigenhasungen im Westnordwesten. Das Dorf liegt auf der Westflanke des 479,7 m ü. NN hohen Burghasunger Bergs (auch Hasunger Berg genannt) und zählt zu den Gemeinden des oberen Warmetals.
Vom Burghasunger Berg, auf dem einst das Kloster Hasungen stand, geht die Aussicht unter anderem auf den Hohen Habichtswald, den Dörnberg und ins Wolfhager Land mit der Weidelsburg.

## Geschichte

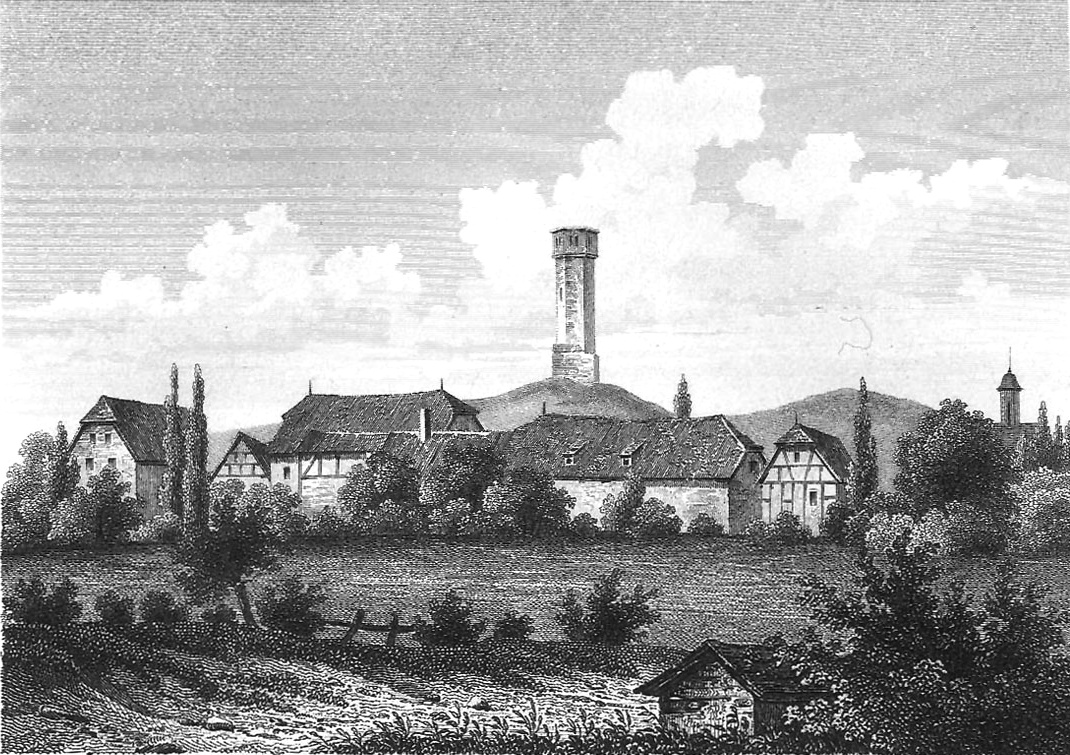
Burghasungen, 1850

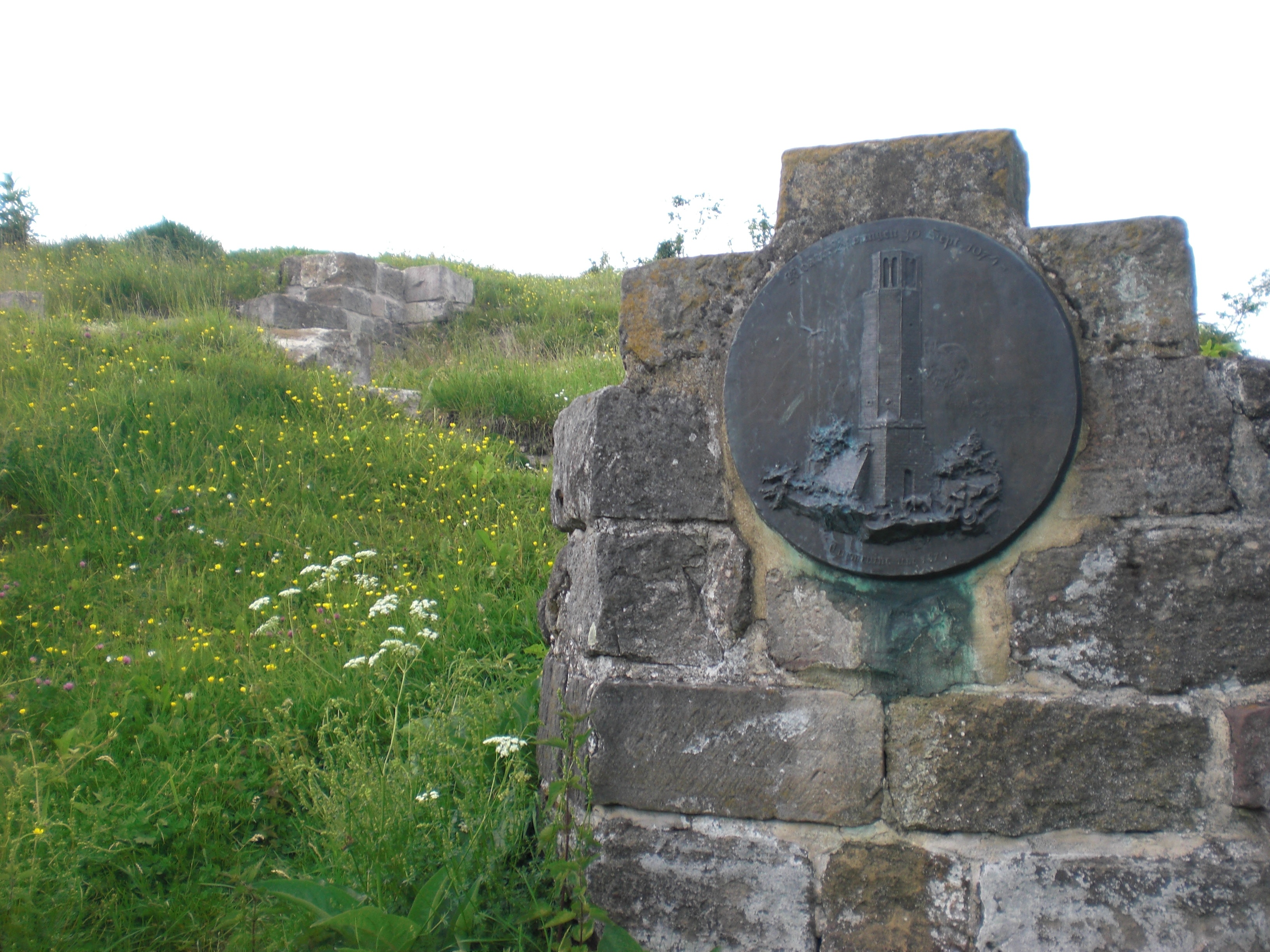
Ruine des Klosters Hasungen

### Ortsgeschichte
Die Geschichte Burghasungens ist eng mit dem Kloster Hasungen verbunden, in dessen Gründungsurkunde im Jahr 1074 der Ort erstmals erwähnt wird. Doch in der Vita Haimeradi, der Lebensbeschreibung des heiligen Heimerad, der im Jahr 1016 auf dem Burghasunger Berg die Unterhaltung einer kleinen Kapelle übernommen hatte, wird bereits von Einwohnern gesprochen, die der Heilige um Erlaubnis zur Bewirtschaftung der Kapelle befragt. Im 11. Jahrhundert wurde das Benediktinerkloster über dem Grab Heimerads gegründet. Das Kloster existierte bis zur Reformation, die 1527 durch Philipp den Großmütigen in Hessen-Kassel eingeführt wurde. Bis dahin war das Kloster eine Wallfahrtsstätte zu dem als Heiligen verehrten Heimerad. Nach Einführung der Reformation verfiel das Kloster zur Ruine und wurde im Dreißigjährigen Krieg mehrfach geplündert. Bevor im Jahr 1800 eine neue Kirche eingeweiht wurde, benutzten die Burghasunger die letzte verbliebene Klosterkirche. 1876 schlug ein Blitz in den noch erhaltenen Klosterturm und zerstörte diesen. Seitdem sind nur noch wenige Steinreste vorhanden, aus denen eine Mauer vom Umriss der Westseite des Turmes rekonstruiert wurde.
Im Zuge der Gebietsreform in Hessen wurde die Gemeinde Burghasungen am 1. Februar 1971 auf freiwilliger Basis in die Stadt Zierenberg eingemeindet. Für Burghasungen wurde ein Ortsbezirk mit Ortsbeirat und Ortsvorsteher nach der Hessischen Gemeindeordnung eingerichtet.

### Verwaltungsgeschichte im Überblick
Die folgende Liste zeigt die Staaten und Verwaltungseinheiten, in denen Burghasungen lag bzw. liegt:
- vor 1567: Heiliges Römisches Reich, Landgrafschaft Hessen, Vogtei Hasungen
- ab 1567: Heiliges Römisches Reich, Landgrafschaft Hessen-Kassel, Vogtei Hasungen
- 1787: Heiliges Römisches Reich, Landgrafschaft Hessen-Kassel, Vogtei Hasungen
- ab 1806: Landgrafschaft Hessen-Kassel, Vogtei Hasungen
- 1807–1813: Königreich Westphalen, Departement der Fulda, Distrikt Kassel, Kanton Hoof
- ab 1815: Kurfürstentum Hessen, Vogtei Hasungen[7]
- ab 1821: Kurfürstentum Hessen, Provinz Niederhessen, Kreis Wolfhagen[8]
- ab 1848: Kurfürstentum Hessen, Bezirk Kassel
- ab 1851: Kurfürstentum Hessen, Provinz Niederhessen, Kreis Wolfhagen
- ab 1867: Königreich Preußen, Provinz Hessen-Nassau, Regierungsbezirk Kassel, Kreis Wolfhagen
- ab 1871: Deutsches Reich, Königreich Preußen, Provinz Hessen-Nassau, Regierungsbezirk Kassel, Kreis Wolfhagen
- ab 1918: Deutsches Reich, Freistaat Preußen, Provinz Hessen-Nassau, Regierungsbezirk Kassel, Kreis Wolfhagen
- ab 1944: Deutsches Reich, Freistaat Preußen, Provinz Kurhessen, Landkreis Wolfhagen
- ab 1945: Deutsches Reich, Amerikanische Besatzungszone, Groß-Hessen, Regierungsbezirk Kassel, Landkreis Wolfhagen
- ab 1946: Deutsches Reich, Amerikanische Besatzungszone, Hessen, Regierungsbezirk Kassel, Landkreis Wolfhagen
- ab 1949: Bundesrepublik Deutschland, Hessen, Regierungsbezirk Kassel, Landkreis Wolfhagen
- ab 1972: Bundesrepublik Deutschland, Hessen, Regierungsbezirk Kassel, Landkreis Kassel

## Bevölkerung

### Einwohnerstruktur 2011
Nach den Erhebungen des Zensus 2011 lebten am Stichtag, dem 9. Mai 2011 in Burghasungen 948 Einwohner. Darunter waren 21 (2,2 %) Ausländer.
Nach dem Lebensalter waren 138 Einwohner unter 18 Jahren, 345 zwischen 18 und 49, 237 zwischen 50 und 64 und 228 Einwohner waren älter. Die Einwohner lebten in 396 Haushalten. Davon waren 108 Singlehaushalte, 114 Paare ohne Kinder und 135 Paare mit Kindern, sowie 30 Alleinerziehende und 9 Wohngemeinschaften. In 69 Haushalten lebten ausschließlich Senioren und in 282 Haushaltungen lebten keine Senioren.

### Einwohnerentwicklung
Quelle: Historisches Ortslexikon
- 1510: 22 Haushaltungen
- 1585: 33 Haushaltungen
- 1747: 44 Haushaltungen

| Burghasungen: Einwohnerzahlen von 1834 bis 2021 | Burghasungen: Einwohnerzahlen von 1834 bis 2021 | Burghasungen: Einwohnerzahlen von 1834 bis 2021 | Burghasungen: Einwohnerzahlen von 1834 bis 2021 | Burghasungen: Einwohnerzahlen von 1834 bis 2021 |
| --- | ----------------------------------------------- | ----------------------------------------------- | ----------------------------------------------- | ----------------------------------------------- |
| Jahr |                                                 |                                                 |                                                 | Einwohner                                       |
| 1834 | 1834                                            |                                                 | 422                                             | 422                                             |
| 1840 | 1840                                            |                                                 | 389                                             | 389                                             |
| 1846 | 1846                                            |                                                 | 459                                             | 459                                             |
| 1852 | 1852                                            |                                                 | 441                                             | 441                                             |
| 1858 | 1858                                            |                                                 | 385                                             | 385                                             |
| 1864 | 1864                                            |                                                 | 397                                             | 397                                             |
| 1871 | 1871                                            |                                                 | 397                                             | 397                                             |
| 1875 | 1875                                            |                                                 | 437                                             | 437                                             |
| 1885 | 1885                                            |                                                 | 448                                             | 448                                             |
| 1895 | 1895                                            |                                                 | 458                                             | 458                                             |
| 1905 | 1905                                            |                                                 | 400                                             | 400                                             |
| 1910 | 1910                                            |                                                 | 333                                             | 333                                             |
| 1925 | 1925                                            |                                                 | 433                                             | 433                                             |
| 1939 | 1939                                            |                                                 | 430                                             | 430                                             |
| 1946 | 1946                                            |                                                 | 610                                             | 610                                             |
| 1950 | 1950                                            |                                                 | 597                                             | 597                                             |
| 1956 | 1956                                            |                                                 | 571                                             | 571                                             |
| 1961 | 1961                                            |                                                 | 571                                             | 571                                             |
| 1967 | 1967                                            |                                                 | 661                                             | 661                                             |
| 1970 | 1970                                            |                                                 | 615                                             | 615                                             |
| 2011 | 2011                                            |                                                 | 948                                             | 948                                             |
| 2015 | 2015                                            |                                                 | 937                                             | 937                                             |
| 2021 | 2021                                            |                                                 | 892                                             | 892                                             |
| Datenquelle: Historisches Gemeindeverzeichnis für Hessen: Die Bevölkerung der Gemeinden 1834 bis 1967. Wiesbaden: Hessisches Statistisches Landesamt, 1968. Weitere Quellen: bis 1970: Historisches Ortslexikon; Stadt Zierenberg; Zensus 2011 |                                                 |                                                 |                                                 |                                                 |

### Historische Religionszugehörigkeit
| Quelle: Historisches Ortslexikon |                                                                     |
| • 1885:                          | 422 evangelische (= 99,53 %), zwei katholische (= 0,47 %) Einwohner |
| • 1961:                          | 551 evangelische (= 96,50 %), 18 katholische (= 3,15 %) Einwohner   |

## Kultur und Sehenswürdigkeiten
Burghasungen verfügt über ein auf dem alten Feuerwehrhaus errichtetes Heimatmuseum zur Geschichte des Dorfes und des Klosters Hasungen sowie eine Freilichtbühne Bergbühne Burghasungen an der Westflanke des Burghasunger Bergs. Sehenswert sind die Reste der Klosterruine und die evangelische Dorfkirche von 1800 mit historischem Grabstein, dem Grabmal des Siegfried von Eppstein, 25. Abt des Klosters Fulda (1058–1060) und Erzbischof von Mainz (1060–1084).

## Wirtschaft und Infrastruktur

### Öffentliche Einrichtungen
Burghasungen verfügt unter anderem über ein Dorfgemeinschaftshaus mit Bücherei und einen Kindergarten.

### Verkehr
Burghasungen befindet sich ungefähr 500 m nordwestlich der Anschlussstelle Zierenberg der in Nord-Süd-Richtung das Dorf passierenden Bundesautobahn 44 (Dortmund–Kassel), die dort Anbindung an die südlich verlaufende Bundesstraße 251 (Brilon–Kassel) hat. Von der B 251 führt die Kreisstraße K 99 nordnordwestwärts durch das Dorf.

## Persönlichkeiten
- Anton Wilhelm Horst (1714–1789), Baubeamter